# Putto

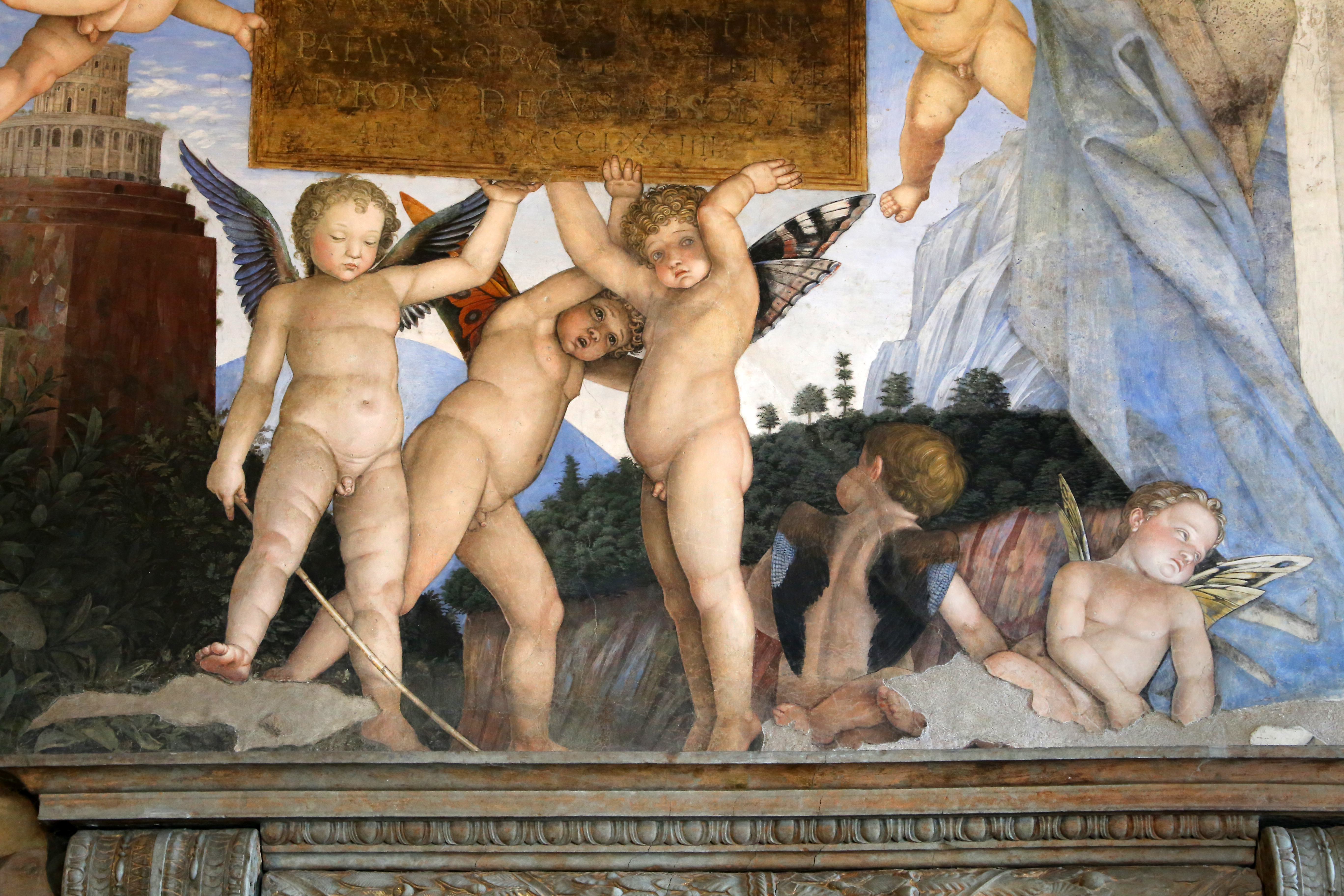
Putti renacentistas, detalle de un fresco de la Cámara de los esposos de Andrea Mantegna (1465-1474) en el Palacio Ducal de Mantua, Italia

Un putto (en italiano: [ˈputto]; plural putti [ˈputti]) o angelote es una figura en una obra de arte representada como un niño regordete, generalmente desnudo y muy a menudo alado, apareciendo frecuentemente tanto en pinturas y esculturas mitológicas como religiosas, particularmente de los periodos renacentista y barroco. Derivados de personificaciones del amor, o figuras de Eros, en el arte griego y romano, y originalmente limitado a las pasiones profanas en el simbolismo, el putto llegó a representar una especie de ángel bebé en el arte religioso del siglo XV, a menudo llamado querubín (querubines en plural), aunque en la teología cristiana tradicional un querubín es en realidad uno de los tipos de ángeles más importantes. Tales querubines aparecían particularmente en pinturas de la Virgen y el Niño. 
Con el reavivamento de temas mitológicos clásicos a finales del siglo XV, las mismas figuras también se veían en representaciones de mitos clásicos y, cada vez más, en el arte decorativo en general. Cupido empezó a ser representado comúnmente como un putto, también llamado amorcillo o erote.  Numerosos putti anónimos fueron con frecuencia pintados alrededor de varios inmortales.  En el arte barroco, el putto llegó a representar la omnipresencia de Dios. 

## Etimología
La forma más común es putti, plural de la palabra italiana putto, que a su vez procede de la palabra latina putus que significa «niño». Hoy, en italiano, putto significa niño con alas, angelote o, rara vez, niño pequeño. Puede haber sido derivada de la misma raíz indoeuropea de la palabra sánscrita «putra» (que significa «niño», en contraposición a «hijo»), en idioma avéstico puθra-, en persa antiguo puça-, en idioma pahlavi pus y pusar, todos con significado de «hijo», y en persa moderno «niño, hijo».

## Historia

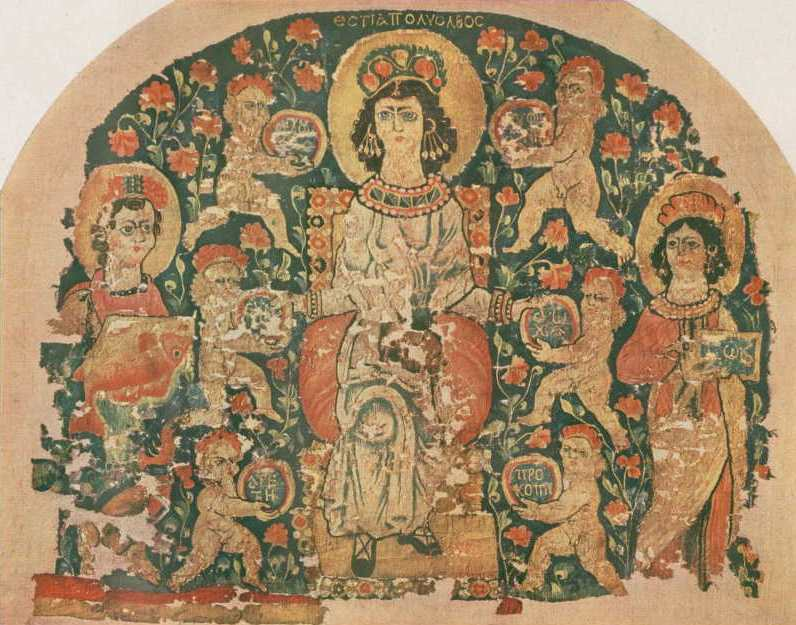
Seis putti bizantinos atendiendo a la diosa Hestia, en el Tapiz de Hestia,, Dumbarton Oaks, Washington, D.C.

En el arte clásico antiguo, los putti eran infantes alados que, según se creía, influían en la vida humana. En el arte renacentista, la forma de los putti se derivó de diversas fuentes, incluyendo el Eros griego o el Cupido romano, dios del amor y compañero de Afrodita o Venus, respectivamente, del genio romano, una especie de espíritu guardián, o, en ocasiones, del daimon griego, una especie de espíritu mensajero, a medio camino entre lo humano y lo divino.

### Renacimiento delputtoen el Renacimiento

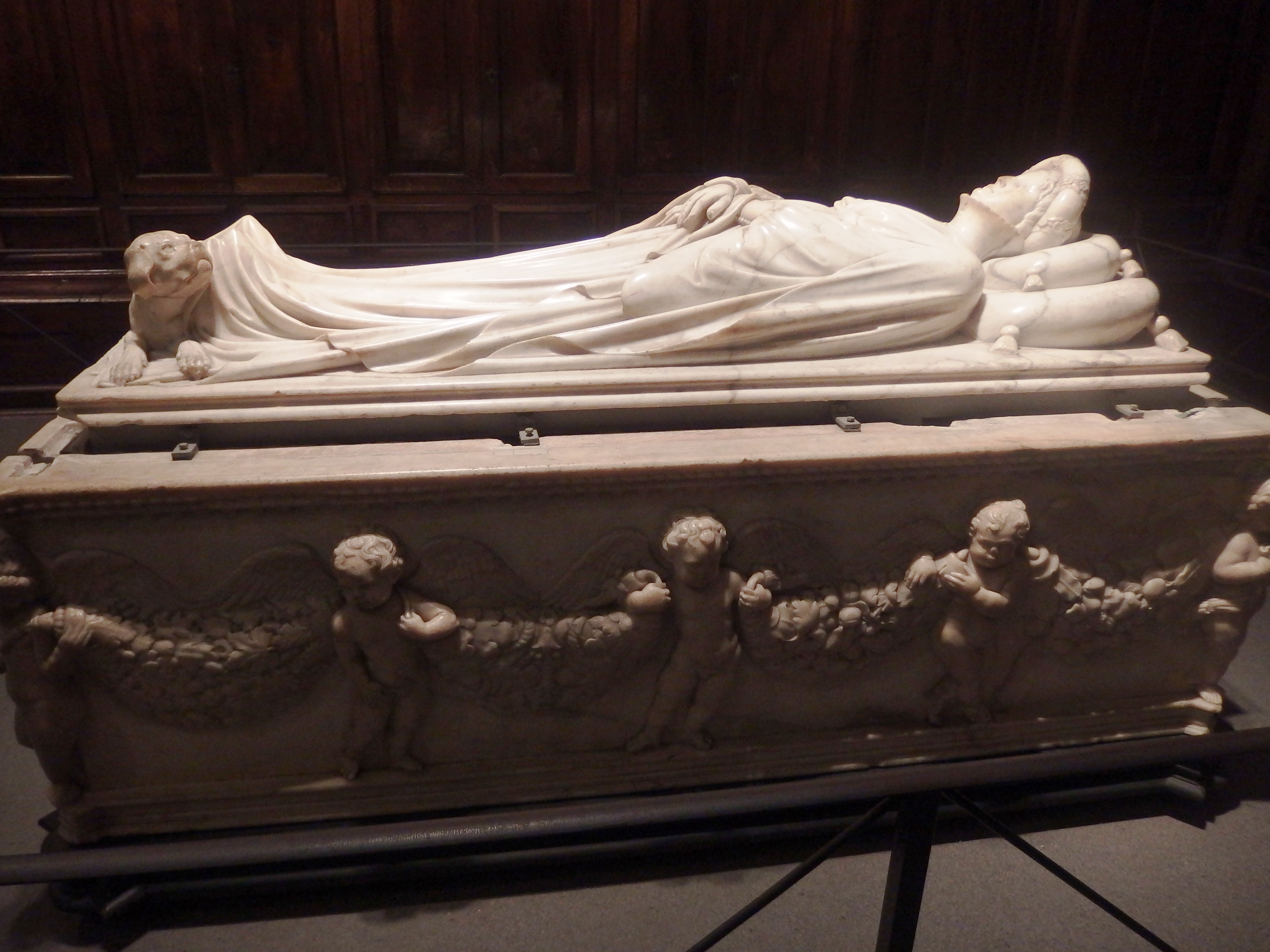
Putti renacentistas en el monumento funerario de Ilaria del Carretto, obra de Jacopo della Quercia, 1406-1408, mármol, Catedral de Lucca, Lucca, Italia.

Los putti son un motivo clásico que se encuentra principalmente en sarcófagos infantiles del siglo II, donde se les representa luchando, bailando, participando en ritos báquicos, practicando deportes, etc.
El putto desapareció durante la Edad Media y resurgió durante el Quattrocento. El resurgimiento de la figura del putto se atribuye generalmente a Donatello, en Florencia, en la década de 1420, aunque existen algunas manifestaciones anteriores (por ejemplo, la tumba de Ilaria del Carretto, esculpida por Jacopo della Quercia en Lucca). Desde entonces, Donatello ha sido considerado el originador del putto por su contribución al arte al restaurar su forma clásica. Le dio a los putti un carácter distintivo al infundirles significados cristianos y utilizarlos en nuevos contextos, como ángeles músicos. Los putti también comenzaron a aparecer en obras que representaban figuras de la mitología clásica, que se popularizaron en la misma época.
Algunos de los putti de Donatello son bastante mayores en edad que los típicos representando niños pequeños, y su comportamiento es menos angelical. La figura de bronce de Atis-Amor es la más extrema de éstas. A menudo se les denomina spiritelli, a veces traducido como «diablillos». Figuras de más edad similares a putti se pueden apreciar en otras obras de arte, siendo muy comunes como adolescentes alados en los bordes de las obras del taller de Embriachi en Florencia y Venecia de alrededor de 1400.
La mayoría de los putti renacentistas son esencialmente decorativos y adornan obras tanto religiosas como profanas, sin participar habitualmente en los acontecimientos representados en las pinturas narrativas. Existen dos formas populares del putto como tema principal de una obra de arte en el arte renacentista italiano del siglo XVI: el putti dormido y el putti de pie junto un animal u otro objeto.

## Algunas obras representativas conputti

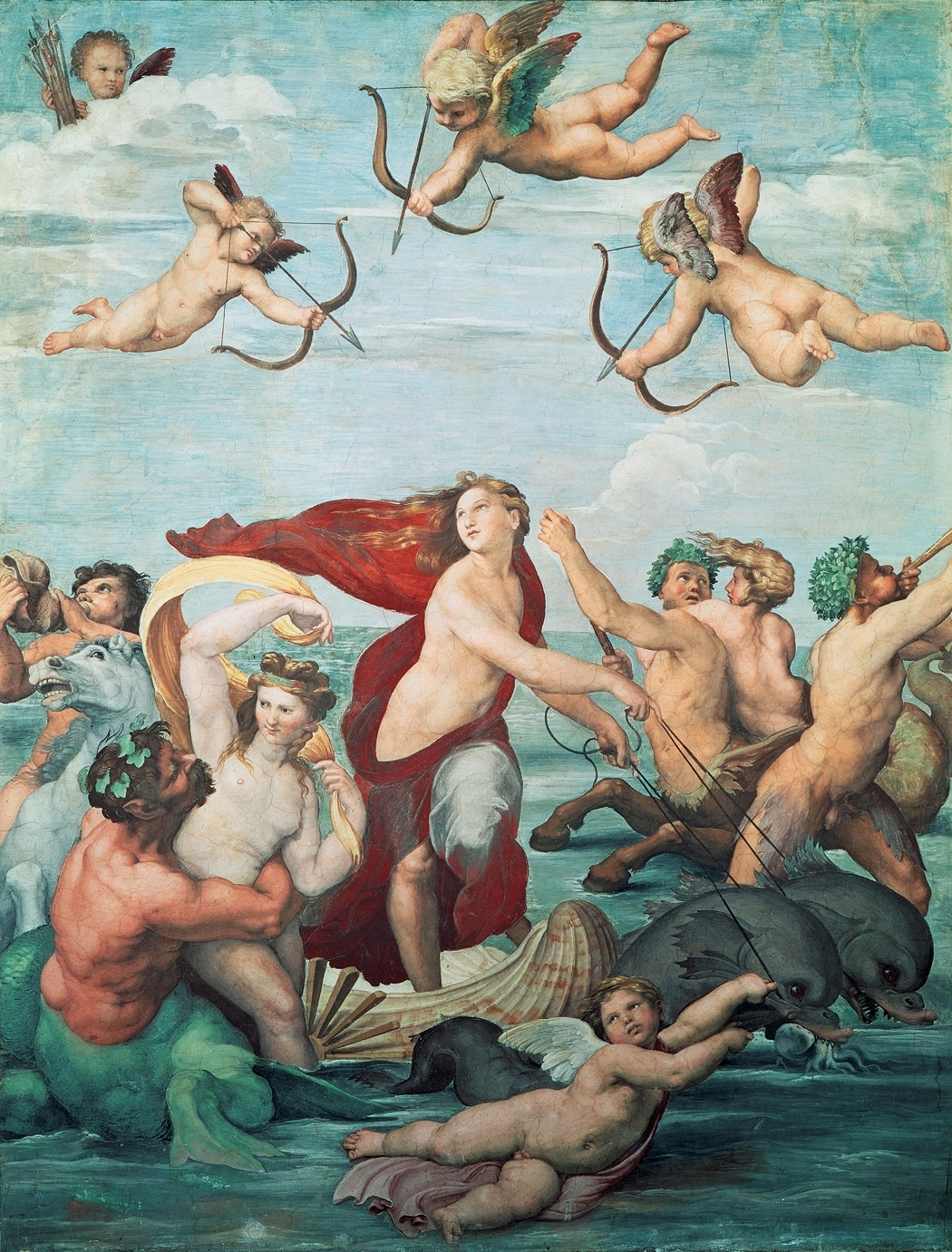
El triunfo de Galatea de Rafael, fresco de 1511, con varios putti

- En España destacan las figuras de putto del Peinador de la Reina, en la Alhambra de Granada, obra de Julio de Aquiles, del segundo tercio del siglo XVI.
- Mosaico de las estaciones, en el Museo Histórico Municipal de Écija.
- Bóveda de la Cámara de los Esposos, pintada por Andrea Mantegna.
- Bóveda de la Capilla Sixtina, por Miguel Ángel; aparecen sosteniendo medallones con escenas bíblicas.
- Paso de Semana Santa de la Hermandad de Jesús del Gran Poder.